# 1932年の日本公開映画
- 映画 > 映画の一覧 > 年度別日本公開映画 > 1932年の日本公開映画
- 映画 > 1932年の映画 > 1932年の日本公開映画

1932年の日本公開映画（1932ねんのにほんこうかいえいが）では、1932年（昭和7年）1月1日から同年12月31日までに日本で商業公開された映画の一覧を記載。作品名の右の丸括弧内は製作国を示す。
記載の凡例については年度別日本公開映画#凡例を参照

## 作品一覧

### 1月
- インスピレーション（アメリカ）
- 神々の寵児（ドイツ）
- フーピー（アメリカ）
- 陽気な後家さん（アメリカ）
- 旅愁（ドイツ）
- 4日
  - 鉄腕書生（日本）
- 14日
  - 國士無双（日本） - キネマ旬報ベストテン6位
  - 金色夜叉（日本）
- 26日
  - 海の桃太郎（日本、アニメ）
- 29日
  - 権三助十（日本）
  - 春は御婦人から（日本）
- 31日
  - 街の旋風児（日本）

### 2月
- あけぼの（アメリカ）
- いんちき商売（アメリカ）
- 失はれた抱擁（アメリカ）
- 貨物船と女（アメリカ）
- 最後の偵察（アメリカ）
- 姉妹小町（アメリカ）
- 女性に捧ぐ（アメリカ）
- 白銀の乱舞（ドイツ）
- 花嫁選手権（アメリカ）
- 夜の看護婦（アメリカ）
- 4日
  - 磯の源太 抱寝の長脇差（日本） - キネマ旬報ベストテン8位
- 11日
  - 七つの海 後篇 貞操篇（日本）
- 25日
  - 三文オペラ（ドイツ） - キネマ旬報ベストテン外国映画3位

### 3月
- 愛国者（ドイツ）
- 暗黒街に踊る（アメリカ）
- 女秘書の秘密（アメリカ）
- 怪探偵張氏（アメリカ）
- ガソリン・ボーイ三人組（ドイツ）
- ジキル博士とハイド氏（アメリカ） - キネマ旬報ベストテン外国映画10位
- 上海特急（アメリカ）
- 二十四時間（アメリカ）
- ニュウ・ムウン（アメリカ）
- 光に叛く者（アメリカ）
- 放蕩息子（アメリカ）
- 恋愛即興詩（アメリカ）
- 私の罪（アメリカ）
- 3日
  - かまいたち（日本）
  - 爆弾三勇士（日本）
- 13日
  - 錦西の血陣 古賀聯隊（日本）
- 17日
  - 弥太郎傘　去来の巻（日本） - キネマ旬報ベストテン4位
- 18日
  - 鼠小僧次郎吉 (大佛次郎)（日本）
- 25日
  - 弥太郎傘　独歩の巻（日本）

### 4月
- M（ドイツ）
- 壁の中の声（アメリカ）
- 希望の星（アメリカ）
- ゴルフ狂時代（アメリカ）
- 人生案内（ソ連） - キネマ旬報ベストテン外国映画2位
- 特輯社会面（アメリカ）
- 街のをんな（アメリカ）
- 私の殺した男（アメリカ） - キネマ旬報ベストテン外国映画9位
- 14日
  - 上陸第一歩（日本） - キネマ旬報ベストテン8位
- 19日
  - 黄色の部屋（フランス）[1]
- 22日
  - 銀座の柳（日本
- 26日
  - フランケンシュタイン（アメリカ）[2]

### 5月
- 仮染の唇（アメリカ）
- 自由を我等に（フランス） - キネマ旬報ベストテン外国映画1位
- 春を讃へる（アメリカ）
- 秘密の6（アメリカ）
- 明暗二人女（アメリカ）
- めくらの鼠（アメリカ）
- 予審（ドイツ）
- 1日
  - 魔の上海（日本）
- 6日
  - 陸軍大行進（日本）
- 13日
  - 熊の八ツ切り事件（日本）
  - 乳姉妹（日本）
- 15日
  - 片腕仁義（日本）
  - 鉄腕抜刀隊（日本）
  - 涙の曙（日本）
  - 火の翼（日本）
- 19日
  - 浪子（日本
- 20日
  - 沓掛時次郎（日本）
  - さらば東京（日本）
- 22日
  - 砂漠の真珠（日本）
- 25日
  - 月魄（日本）
- 27日
  - 蝕める春（日本） - キネマ旬報ベストテン6位

### 6月
- 天晴れウォング（アメリカ）
- 女に賭けるな（アメリカ）
- 君とひととき（アメリカ）
- 国際盗賊ホテル（アメリカ）
- シスコ・キッド（アメリカ）
- 白鳥（アメリカ）
- 人間廃業（ドイツ）
- 暴露戦術（アメリカ）
- 初恋（ドイツ）
- バッド・ガール（アメリカ）
- モンテ・カルロの女（アメリカ）
- 陽気なママさん（アメリカ）
- ロマンス（アメリカ）
- 1日
  - 春秋編笠ぶし（日本）
- 3日
  - 大人の見る繪本 生れてはみたけれど（日本） - キネマ旬報ベストテン1位
  - 闇討渡世（日本）
- 10日
  - 天国に結ぶ恋（日本）
- 15日
  - 小笠原壱岐守（日本）

### 7月
- チャンプ（英語版）（アメリカ） - キネマ旬報ベストテン外国映画6位
- ル・バル（フランス）
- 1日
  - モルグ街の殺人（アメリカ）
- 5日
  - 笑ふ街（日本）
- 6日
  - ナポレオン（フランス）
- 14日
  - 旅は青空（日本）
  - 神変麝香猫 悲願復讐篇（日本）
- 15日
  - 嵐の中の処女（日本） - キネマ旬報ベストテン2位

### 8月
- その夜（アメリカ）
- 太平洋爆撃隊（アメリカ）
- 19日
  - 異人斬 東禅寺の血煙（日本）
  - 彼女の運命（日本）
  - 神変麝香猫 大江戸戦慄篇（日本）

### 9月
- 青の光（ドイツ）
- 歓呼の涯（アメリカ） - キネマ旬報ベストテン外国映画7位
- スコオ・マン（アメリカ）
- 空の花嫁（アメリカ）
- デリシャス（アメリカ）
- ハリウッドは大騒ぎ（アメリカ）
- 百米恋愛自由型（アメリカ）
- 北海の漁火（アメリカ） - キネマ旬報ベストテン外国映画7位
- マタ・ハリ（アメリカ）
- ル・ミリオン（フランス）
- 忘れじの面影（アメリカ）
- 我等は楽しく地獄へ行く（アメリカ）
- 1日
  - 神変麝香猫 火焔解決篇（日本）
  - クロール賭けて（日本）
- 8日
  - カポネ再現（日本）
  - 炭坑（ドイツ） - キネマ旬報ベストテン外国映画4位
- 9日
  - 類猿人ターザン（アメリカ）
- 15日
  - 右門捕物帖 三十番手柄 帯解け仏法（日本）
  - 薩摩飛脚 東海篇（日本）
- 29日
  - 満蒙建国の黎明（日本）

### 10月
- 愛に叛く者（アメリカ）
- 悪魔と深海（アメリカ）
- 明日は晴れ（アメリカ）
- アトランティード（ドイツ）
- 今晩は愛して頂戴ナ（アメリカ） - キネマ旬報ベストテン外国映画5位
- 男子入用（アメリカ）
- 二秒間（フランス）
- 街の野獣（アメリカ）
- 幻の小夜曲（アメリカ）
- 13日
  - 青春の夢いまいづこ（日本）
  - 白夜の饗宴（日本） - キネマ旬報ベストテン8位
  - 鼠小僧次郎吉 解決篇（日本）
- 20日
  - 与太者と縁談（日本）
- 21日
  - 跳躍天国（日本

### 11月
- イレ・シャルマン（フランス）
- 奇蹟の処女（アメリカ）
- 御冗談でショ（アメリカ）
- 十仙ダンス（アメリカ）
- 女王様御命令（ドイツ）
- 謎の真空管（アメリカ）
- 母（アメリカ） - キネマ旬報ベストテン外国映画10位
- ロイドの活動狂（アメリカ）
- 1日
- 情熱地獄（日本）
- 10日
- 渦巻（日本）
  - 吸血鬼（ドイツ・フランス）[3]
- 17日
- 天狗廻状 前篇（日本）
- 24日
  - 怪物團（フリークス、アメリカ）[4]
  - また逢ふ日まで（日本）

### 12月
- アトランティック（イギリス）
- キートンの歌劇王（アメリカ）
- キートンの決闘狂（アメリカ）
- 拳闘のキャグネイ（アメリカ）
- 地獄のサーカス（アメリカ）
- シマロン（アメリカ）
- 地下の雷鳴（アメリカ）
- 七万人の目撃者（アメリカ）
- ブロンド・ヴィナス（アメリカ）
- 六月十三日の夜（アメリカ）
- 1日
  - 忠臣蔵（日本） - キネマ旬報ベストテン3位
  - 変幻七分賽 前篇（日本）
- 8日
  - 白蓮（日本）
- 15日
  - 天狗廻状 後篇（日本）
  - 変幻七分賽 後篇（日本）
- 16日
  - 生さぬ仲（日本）
- 22日
  - 時代の驕児（日本）
- 31日
  - お好み安兵衛 花婿の巻（日本）
  - 驀進街（日本）

### 不明
- 平将門討伐絵巻（日本）
  - 北満の落花 大和桜（日本）